# إيدي ليمبو
إيدي ليمبو (مواليد 10 نوفمبر 1980) هو راكب دراجات هوائية محترف سابق فرنسي جزائري.

## النتائج الرئيسية
1997
سباق الطريق الثاني، بطولة فرنسا الوطنية للناشئين على الطريق
1998
الجولة الأولى الشاملة لسباق لورين
2001
الجولة الأولى من جولة دوبس
ترو-برو ليون الثالث
الجائزة الكبرى السادسة في والونيا
2002
المرحلة الأولى من جولة سويسرا
الجولة الثالثة في فينيستير
4th A ترافرز لو موربيهان
الطريق السادس أديلي
2003
سباق شباركاسن جيرو بوخوم السابع
2004
سباق الجائزة الكبرى العاشر في فيليرز-كوتيريه
2008
المرحلة الأولى 1 جولة غوادلوب
2009
المرحلة الأولى من جولة المجلس العام لجوادلوب
المرحلة الأولى 1 جولة ماري جالانتي